# Охтруп
Охтруп (нем. Ochtrup) — город в Германии, в земле Северный Рейн-Вестфалия.
Подчинён административному округу Мюнстер. Входит в состав района Штайнфурт.  Население составляет 19 430 человек (на 31 декабря 2010 года). Занимает площадь 105,54 км². Официальный код  —  05 5 66 068.
Город подразделяется на 3 городских района.

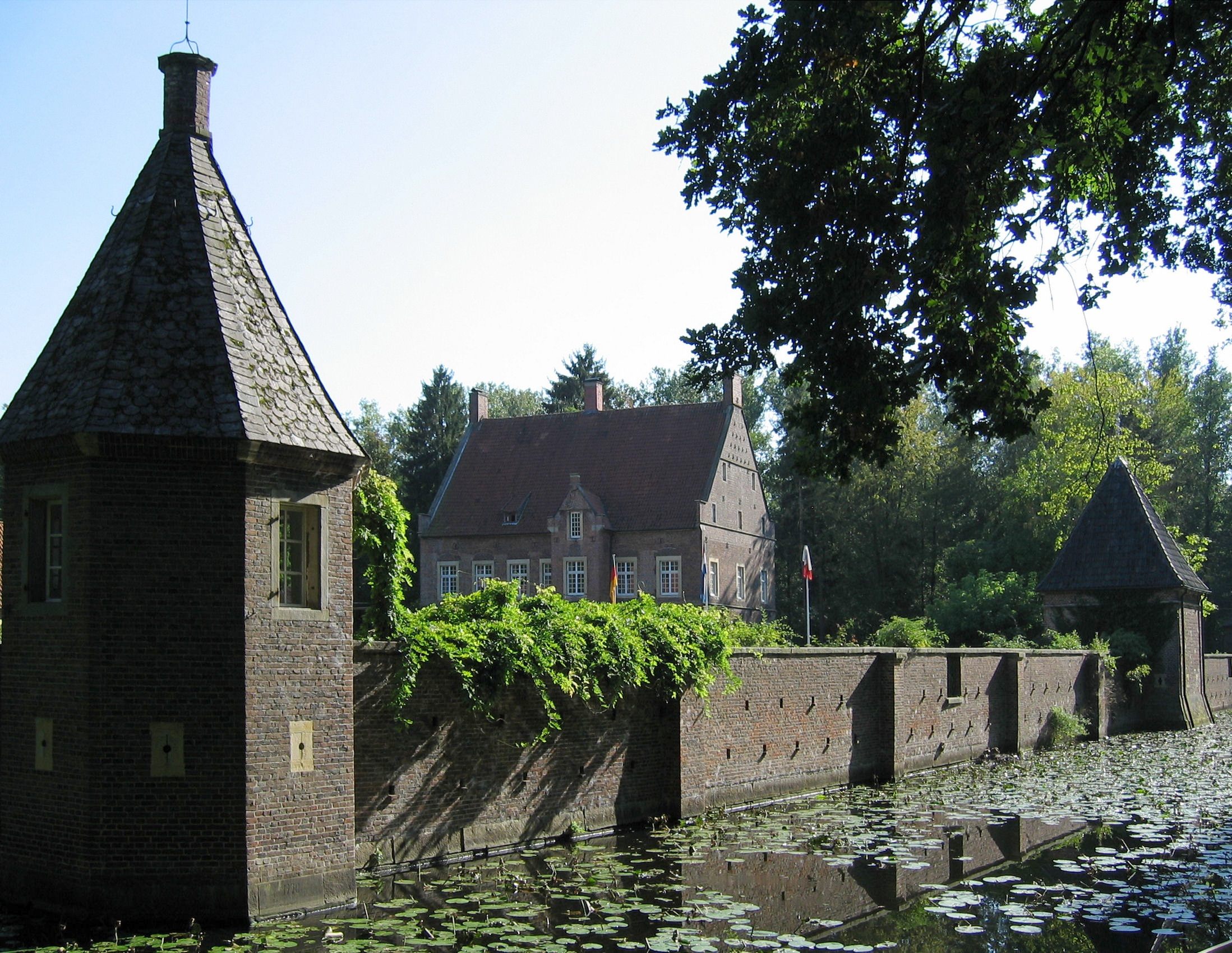
Охтруп